# Costante Girardengo
Costante Girardengo (nacido en Novi Ligure el 18 de marzo de 1893 - fallecido en Cassano Spinola el 9 de febrero de 1978) fue un ciclista italiano, profesional entre los años 1912 y 1936, durante los cuales cosechó 87 victorias. Doble vencedor del Giro de Italia en 1919 y 1923.

## Primeros años
Hijo de Carlo y Gaetana, nació en 1893 en una familia de agricultores piamonteses, siendo el quinto de siete hermanos. Acabada la escuela primaria, comenzó a trabajar en la reventa de sal y de tabaco en la taberna abierta por su padre. Siendo todavía un niño, se convirtió en el ídolo de Novi Ligure cuando batió al legendario corredor de maratón Dorando Pietri, que había ofrecido 2 liras para el ciclista que pudiera completar dos vueltas a la plaza del mercado en bici antes de que él diese una vuelta corriendo. Tras desempeñar como aprendiz diversos empleos, comenzó a competir con dieciséis años en 1909: su primer gran rival fue Biagio Cavanna, quien más tarde se haría conocido como descubridor de Fausto Coppi.

## Carrera ciclista

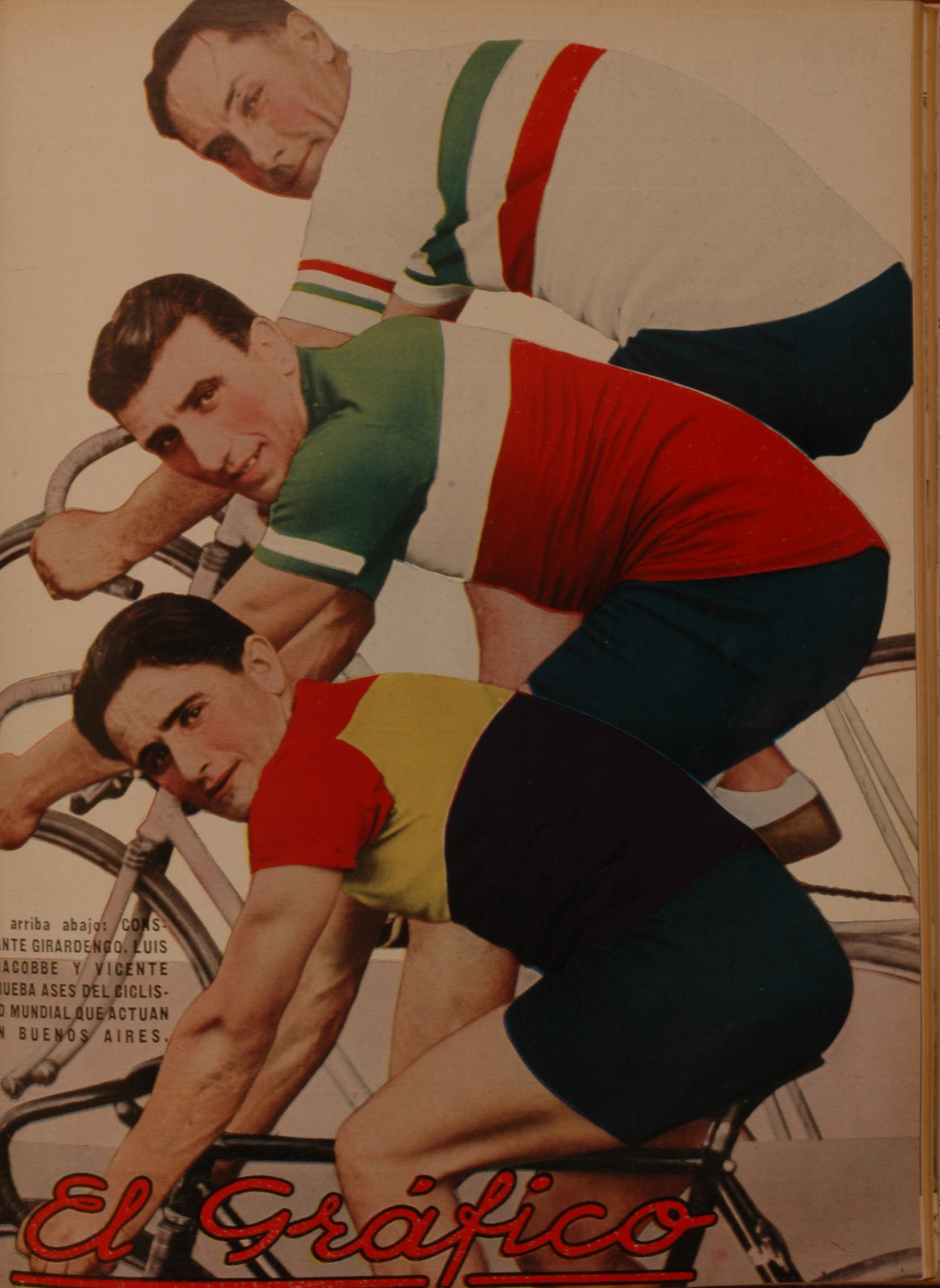
Girardengo, Luis Giacobbe y Vicente Trueba en 1934.

Pasó al ciclismo profesional con apenas veinte años, tras deslumbrar como amateur. Ya en 1913 conquistó en Alessandria su primer título italiano. Para poder participar, tuvo que escaparse del servicio militar sin permiso, lo que le costó 45 días de arresto.
Tuvo una larga vida profesional, que se vio interrumpida por la Primera Guerra Mundial. La carrera que le consagró como campeón fue, sin duda, el Giro de Italia, que ganó en dos ocasiones y en donde consiguió 30 triunfos parciales. En 1914 ganó la etapa más larga jamás disputada en el Giro, con 430 kilómetros entre Lucca y Roma (en 17h:28m).
Solo participó una vez en el Tour de Francia, en el año 1914, pero tras varias caídas se vio obligado a abandonar. Además, fue nueve veces campeón de su país en ruta, seis veces ganador de la Milán-San Remo (marca que perduraría hasta que Eddy Merckx la superase 50 años después) y tres veces vencedor del Giro de Lombardía. En 1915 ganó la Milán-San Remo, pero fue descalificado por equivocar una parte del recorrido (apenas 180 metros de diferencia), a pesar de dejar al segundo clasificado a 5 minutos de diferencia.
Tal y como se ve contemplando su palmarés, Girardengo corrió casi exclusivamente en Italia. Sin embargo, además de su breve experiencia en el Tour, también intentó ganar en varias ocasiones la París-Roubaix, aunque nunca lo logró.
Fue un corredor muy regular, que siempre conseguía alguna victoria durante la temporada, excepción hecha de los años que duró la Primera Guerra Mundial. Sin embargo, podría decirse que los años 1923 y 1919, en los cuales consiguió sus dos Giros, fueron los mejores, profesionalmente hablando.
En 1927, compitió y terminó segundo en la primera edición del Campeonato del Mundo de ciclismo, celebrado en Nürburgring. Formó equipo con Alfredo Binda (vencedor), Gaetano Belloni y Domenico Piemontesi. El combinado italiano demostró un excelente trabajo en equipo y copó las cuatro primeras posiciones de aquel primer mundial.
A pesar de la Primera Guerra Mundial y de la aparición de Alfredo Binda (que pasó a dominar las grandes pruebas en Italia a partir de 1925), Girardengo tuvo una carrera llena de éxitos. En su época de plenitud dominó abrumadoramente el Giro de Italia: en 1919, de diez etapas, ganó siete y relegó a Tano Belloni, el "eterno segundo", a 51'56 ". Posteriormente, en sus últimas temporadas, tuvo que rendirse ante la superioridad de Alfredo Binda, nueve años más joven, y con el que mantuvo una enconada rivalidad que iba más allá de lo profesional, desde que Binda le relegase a la segunda posición en el Giro de 1925, que parecía predestinado a ser ganado por Girardengo. También desarrolló gran rivalidad con Giovanni Brunero, otro gran ciclista italiano que se adjudicó tres Giros en aquella época.
Profesional hasta 1936, cuando ya tenía 45 años, afirmaba haber recorrido en bicicleta unos "950.000 kilómetros, casi 25 vueltas alrededor de la Tierra". Su carrera estuvo a punto de verse truncada en 1919 por la epidemia de gripe española que asoló Italia después de la guerra. En 1926, la clavícula fracturada y una muñeca rota por una caída en la pista, estuvieron a punto de retirarle.
Cuando ya se daba por terminada su carrera, un columnista del "Corriere della Sera" escribió:

Ha corrido. No ha hecho otra cosa. Es decir, sí que ha hecho otra cosa más: ha vencido. Ha vencido permanentemente desde 1913 hasta hoy. Tenía tantas competiciones para ganar, Girardengo, que no pudo permitirse ninguna distracción. Algunos lujos, sí: las dos villas, el campo, el coche. Pero diversiones, ninguna.
Orio Vergani

Su sencillo lema se hizo conocido en el mundo del ciclismo: «Ghe voeren i garún» (esta expresión en idioma lombardo se traduce al italiano por «Ci vogliono le gambe», y al español por «Se necesitan las piernas» ).
Tras retirarse del ciclismo profesional, Girardengo se convirtió en entrenador de un equipo ciclista. Además, cedió su nombre a una marca de bicicletas fabricadas entre los años 1951 y 1954, en el norte de Italia. Falleció en Cassano Spinola, cerca de su localidad natal, en 1978, a la edad de 85 años y fue enterrado en el cementerio del mismo.

## Reconocimientos y honores
- El superlativo italiano "campionissimo" (campeón de campeones), se utilizó para calificar sucesivamente a Costante Girardengo,[11] Alfredo Binda,[12] Gino Bartali y Fausto Coppi, y no volverá a ser utilizado para ningún otro campeón después de la muerte de este último.[13]

## Palmarés
| 1913 - Campeonato de Italia en Ruta - 1 etapa del Giro de Italia - Roma-Nápoles-Roma 1914 - Campeonato de Italia en Ruta - 1 etapa del Giro de Italia - Milán-Turín 1915 - Milán-Turín 1918 - Milán-San Remo - Giro d'Emilia 1919 - Campeonato de Italia en Ruta - Giro de Italia , más 7 etapas - Milán-Turín - Giro de Lombardía - Giro del Piamonte - Giro d'Emilia - Giro de la Provincia de Milán - Milán-Módena 1920 - Campeonato de Italia en Ruta - Milán-Turín - Giro del Piamonte - Milán-Módena 1921 - Campeonato de Italia en Ruta - 4 etapas del Giro de Italia - Milán-San Remo - Giro de Lombardía - Giro d'Emilia - Roma-Nápoles-Roma - Génova-Niza - Giro de la Provincia de Milán 1922 - Campeonato de Italia en Ruta - 1 etapa del Giro de Italia - Giro de Lombardía - Giro d'Emilia - Roma-Nápoles-Roma - Giro de la Romagna - Giro de la Provincia de Milán | 1923 - Campeonato de Italia en Ruta - Giro de Italia, más 8 etapas - Milán-Turín - Milán-San Remo - Giro de Toscana - Giro del Veneto - Roma-Nápoles-Roma - Giro de la Provincia de Milán 1924 - Campeonato de Italia en Ruta - GP Wolber - Giro del Piamonte - Giro de Toscana - Giro del Veneto - Giro de la Provincia de Milán 1925 - Campeonato de Italia en Ruta - Milán-San Remo - 2.º en el Giro de Italia, más 6 etapas - Giro d'Emilia - Giro del Veneto - Roma-Nápoles-Roma - Giro de la Provincia de Milán 1926 - Milán-San Remo - 2 etapas del Giro de Italia - 2.º en el Campeonato de Italia en Ruta - Giro del Veneto - Giro de la Romagna 1927 - 2.º en el Campeonato Mundial en Ruta 1928 - Milán-San Remo - 3.º en el Campeonato de Italia en Ruta |

## Resultados

### Grandes Vueltas
| Carrera | Carrera         | 1912 | 1913 | 1914 | 1915 | 1916 | 1917 | 1918 | 1919 | 1920 | 1921 | 1922 | 1923 | 1924 | 1925 | 1926 | 1927 | 1928 | 1929 | 1930 | 1931 | 1932 | 1933 |
| ------- | --------------- | ---- | ---- | ---- | ---- | ---- | ---- | ---- | ---- | ---- | ---- | ---- | ---- | ---- | ---- | ---- | ---- | ---- | ---- | ---- | ---- | ---- | ---- |
|         | Giro de Italia  | —    | 6.º  | Ab.  | X    | X    | X    | X    | 1.º  | Ab.  | Ab.  | Ab.  | 1.º  | —    | 2.º  | Ab.  | —    | —    | —    | —    | —    | Ab.  | —    |
|         | Tour de Francia | —    | —    | Ab.  | X    | X    | X    | X    | —    | —    | —    | —    | —    | —    | —    | —    | —    | —    | —    | —    | —    | —    | —    |
|         | Vuelta a España | X    | X    | X    | X    | X    | X    | X    | X    | X    | X    | X    | X    | X    | X    | X    | X    | X    | X    | X    | X    | X    | X    |

#### Clásicas, Campeonatos y JJ. OO.
| Carrera           | Carrera           | 1912 | 1913 | 1914 | 1915 | 1916 | 1917 | 1918 | 1919 | 1920 | 1921 | 1922 | 1923 | 1924 | 1925 | 1926 | 1927 | 1928 | 1929 | 1930 | 1931 | 1932 | 1933 |
| ----------------- | ----------------- | ---- | ---- | ---- | ---- | ---- | ---- | ---- | ---- | ---- | ---- | ---- | ---- | ---- | ---- | ---- | ---- | ---- | ---- | ---- | ---- | ---- | ---- |
|                   | Milán-San Remo    | —    | —    | 17.º | DQ.  | X    | 2.º  | 1.º  | 2.º  | 3.º  | 1.º  | 2.º  | 1.º  | 3.º  | 1.º  | 1.º  | —    | 1.º  | —    | 5.º  | —    | —    | 11.º |
|                   | París-Roubaix     | —    | —    | —    | X    | X    | X    | X    | —    | Ab.  | —    | Ab.  | —    | Ab.  | 7.º  | —    | —    | —    | —    | —    | —    | —    | —    |
| París-Tours       | París-Tours       | —    | —    | —    | X    | X    | —    | —    | —    | Ab.  | —    | —    | —    | —    | —    | —    | —    | —    | —    | —    | —    | —    | —    |
| Milán-Turín       | Milán-Turín       | X    | 11.º | 1.º  | 1.º  | X    | 7.º  | —    | 1.º  | 1.º  | 4.º  | —    | 1.º  | —    | —    | X    | X    | X    | X    | X    | —    | —    | —    |
| Giro del Piemonte | Giro del Piemonte | —    | —    | 3.º  | —    | —    | —    | —    | 1.º  | 1.º  | —    | 3.º  | —    | 1.º  | —    | 3.º  | —    | —    | —    | —    | —    | —    | —    |
|                   | Giro de Lombardía | 9.º  | —    | 6.º  | —    | —    | 10.º | —    | 1.º  | —    | 1.º  | 1.º  | —    | 2.º  | —    | —    | —    | —    | —    | —    | —    | —    | —    |
| Mundial en Ruta   | Mundial en Ruta   | X    | X    | X    | X    | X    | X    | X    | X    | X    | X    | X    | X    | X    | X    | X    | 2.º  | Ab.  | —    | —    | —    | —    | —    |
| Italia en Ruta    | Italia en Ruta    | —    | 1.º  | 1.º  | X    | X    | X    | X    | 1.º  | 1.º  | 1.º  | 1.º  | 1.º  | 1.º  | 1.º  | 2.º  | —    | 3.º  | —    | —    | —    | —    | —    |

 —: No participa

Ab.: Abandona

X: Ediciones no celebradas